# André-Marie Ngom Priso Lea
 (mai 2018).
Si vous disposez d'ouvrages ou d'articles de référence ou si vous connaissez des sites web de qualité traitant du thème abordé ici, merci de compléter l'article en donnant les références utiles à sa vérifiabilité et en les liant à la section « Notes et références ».
André Marie Ngom Priso Léa, né en 1890 à Bonaléa et mort le 10 février 1965 à Baham, est un roi des Abos-Nord.

## Biographie

### Enfance, éducation et débuts
Son Grand-père, Lea Mbassi, est le premier roi de la communauté Bankon unifiée sous l'appellation Abo. cette communauté est divisée en deux parties distinctes sous l'administration coloniale (Abo-Nord et Abo-Sud) en représailles à la Révolte de 1891.
Fils de Priso Loa, André Marie Ngom succède à son Grand-Père sans que son père ait jamais régné. Il devient roi des Abos-Nord et reçoit le titre traditionnel de Nukesi. (littéralement Lion ou Roi des rois en nkon)
À cette époque, les administrations des protectorats allemand, puis français, redécoupent les territoires en chefferies et rebaptisent les monarques traditionnels en "Chefs". il devient dès lors Chef supérieur du canton Abo-Nord, conformément à la nouvelle nomenclature. 
Baptisé Ngom en hommage à la famille qui accueille sa mère à Njombe lorsqu'il nait en 1890 et accolé à celui de son père Priso Loa, il devient Ngom Priso Loa. Pour adapter la dénomination à la nomenclature coloniale, il reçoit les prénoms d'André-Marie, mais son prénom d'usage est Ngom. 
La dynastie Léa Mbassi (ou Loa Mbasse, selon que l'on utilise l'orthographe Bankon ou duala) devient Ngom Priso nu Loa Mbasse. 
En Août 1930, il assure déjà le rôle l'officier d'état civil de Bonaléa et pour les 8 villages du canton d'Abo-Nord, en tant que suppléant de son père, alors chef supérieur. 
En Février 1934, il est assesseur suppléant au tribunal du 2ème degré de Nkongsamba, puis membre titulaire du conseil d'arbitrage de la circonscription de Nkongsamba pour l'année 1935
Le 15 Décembre 1934, le Journal Officiel du Cameroun mentionne sa nomination officielle comme Chef Supérieur Abo Nord
Il fait construire le bâtiment de la Chefferie Supérieure Abo-nord, à Mandouka. 
En 1938, il est recensé par l'administration coloniale comme Chef supérieur Abo-Nord, de religion catholique, dans la subdivision de M'banga.
AU cours de sa vie, il épouse officiellement 17 femmes, qui lui donneront une trentaine d'enfants. 
Il choisit comme héritier Emmanuel Richard Priso Ngom Priso, qui nait de sa deuxième épouse, Adèle Eboumbou Wonje (Kollo-Mandouka, 1913 - Bonaléa, 1947).

## Mort (1965)
Il décède -selon la tradition locale, il "disparait"- le 10 février 1965 à Baham et son fils lui succède au trône.